# معركة بانيوم
دارت معركة بانيوم (المعروفة أيضاً باسم بانيون في الإغريقية القديمة: Πάνειον أو بانياس، Πανειάς) في عام 200 قبل الميلاد بالقرب من بانياس (قيسارية فيليبس) بين القوات السلوقية والقوات البطلمية كجزء من الحرب السورية الخامسة. قاد أنطيوخوس الثالث العظيم القوات السلوقية، بينما قاد الجيش البطلمي سكوباس قائد أيتوليا. حقق السلوقيون انتصاراً كاسحاً، حيث قضوا على الجيش البطلمي وغزوا إقليم سورية الجوفاء. لم تتعاف المملكة البطلمية من هزيمتها في معركة بانيوم ولم تعد قوة عظمى مستقلة. أمنّ أنطيوخوس جناحه الجنوبي وبدأ التركيز على الصراع الوشيك مع الجمهورية الرومانية.

## خلفية تاريخية
في عام 202 ق م، انشق بطليموس بن ثراسياس، الحاكم البطلمي لإقليم لسورية الجوفاء، إلى جانب أنطيوخوس الثالث العظيم، حاكم الإمبراطورية السلوقية. الذي كان قد غزا واحتل معظم الإقليم، بما في ذلك مدينة غزة، وحينما قفل عائداً لقضاء الشتاء في معسكرات سوريا، بحلول خريف 201 ق م. استعاد القائد البطلمي سكوباس الإيتولي أجزاء من المقاطعة خلال ذلك الشتاء. جمع أنطيوخوس جيشه في دمشق وفي صيف 200 ق م، واجه الجيش البطالمة في مجرى بانياس بالقرب من جبل الشيخ.

## إعدادت المعركة

### الاستعدادت البطلمية
كان خط الجبهة البطلمية بعرض أربعة كيلومترات. وقد نُشر الجناح الأيسر على السهل أسفل هضبة بانياس. وكان الجيش البطلمي يتألف من 25,000 إلى 32,000 مقاتل قوي من كتائب المستوطنيين المقدونيين تحت قيادة بطليموس ابن إريبوس وهو شخصياً مستوطن مقدوني. كانت هذه أفضل قوات المملكة. وتولى سكوباس الأيتولي القيادة العليا وهو مرتزق أيتولي والذي أحضر معه 6,500 مرتزق من أيتوليا، بما في ذلك 6,000 من المشاة و500 فارس.

### الاستعدادت السلوقية
كان لدى أنطيوخوس حوالي 70,000 جندي على الأرجح، منهم أكثر من 68,000 شاركوا معه في معركة رفح التي جرت في 217 ق.م. وعقب احتلاله ساتراب العليا في السنوات السابقة، كان بإمكانه الاعتماد على قاعدة ذات موارد أكبر من ذي قبل. يذكر بوليبيوس وجود الكاتافراكت، آجيما نخبة سلاح الفرسان وجنود تارانتو والمزيد من خيالة، الفلانجيون، حملة الدروع، أفيال حربية، قوات المشاة المجهولة الهوية وقوات المناوشات الخفيفة في صفوف الجيش السلوقي في بانياس.

## المعركة

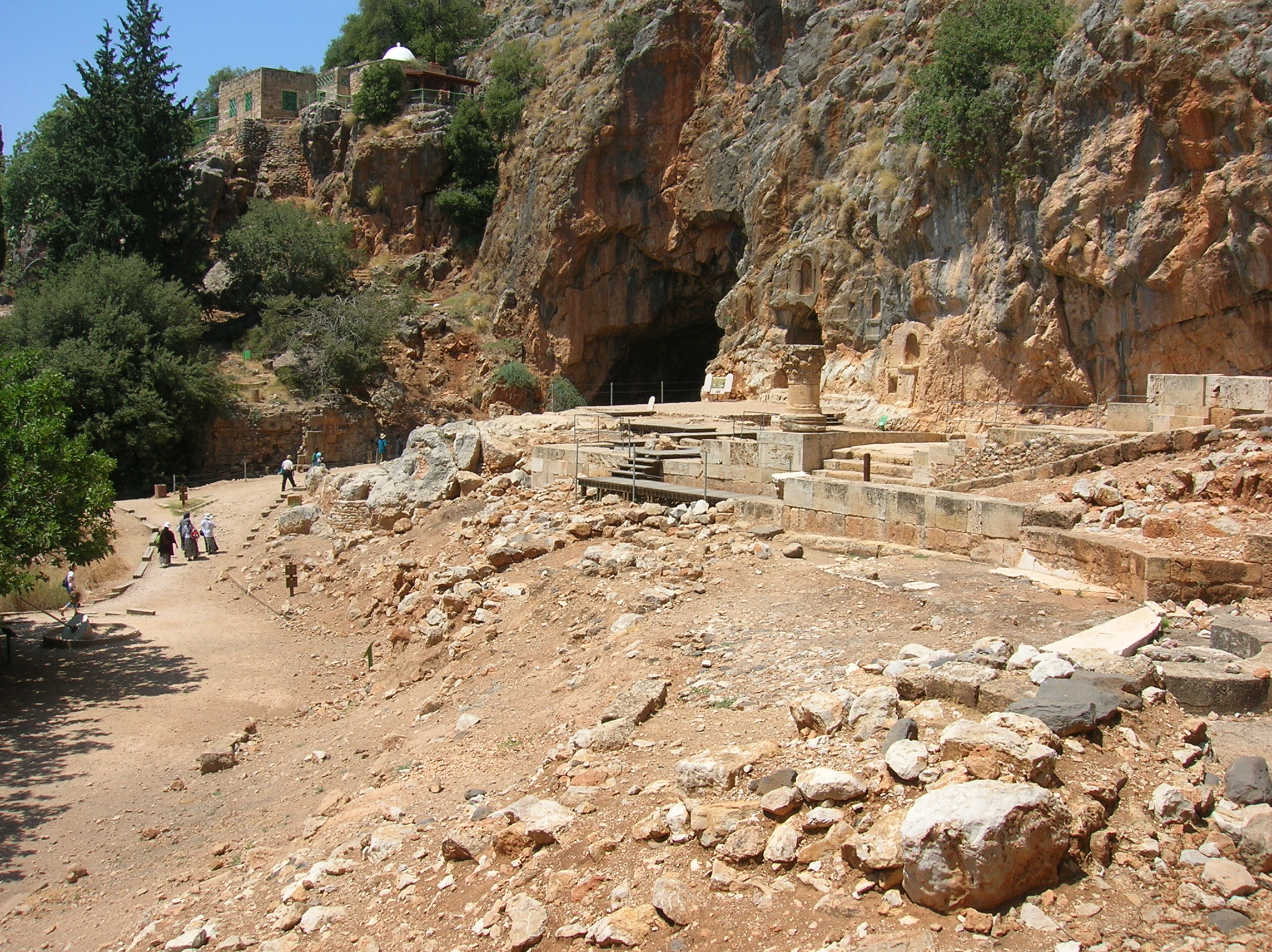
مدخل كهف بانياس

قاد أنطوخيوس الأصغر، الابن البكر لأنطوخيوس الثالث، نخبة الكاتافراكت في الجيش السلوقي واستولت على تل الحمراء على سفح جبل الشيخ، في الليل. استهلت الكاتافراكت المعركة بمهاجمة الفرسان البطالمة التعساء واكتسحتهم بسرعة تحت قيادة بطليموس.
في القلب، أجبرت الكتائب البطلمية نظرائها السلوقية على التراجع. قامت الأفيال السلوقية بتحييد هذا النجاح البطلمي من خلال عبور الفجوات الموجودة في الكتيبة السلوقية وإيقاف تقدم الكتائب البطلمية. أنهت قوات الكاتافراكت تحت قيادة أنطوخيوس الأصغر مطاردتها لفرسان العدو وهاجمت مؤخرة الكتائب البطلمية. نتيجة الضغط عليها من جانب الأفيال الحربية والقوات الفلانجية والكاتافراكت، أُبيدت الكتائب البطلمية الجامدة نسبياً في مكانها. وفر سكوباس، المتمركز في الميمنة، من أرض المعركة ومعه 10,000 جندي.

## تداعيات المعركة
قاد سكوباس 10,000 رجل باحثاً عن ملجأ في صيدا؛ بينما فرت وحدات بطلمية أخرى إلى القدس، فينيقيا، السامرة وديكابولس. لكنهم جميعاً أُجبروا على الاستسلام بحلول نهاية عام 198 ق. م. خضعت سوريا الجوفاء لسيطرة السلوقيين واضطر البطالمة إلى توقيع معاهدة سلام مع أنطوخيوس في عام 195 ق. م. كإحدى نتائج المعركة، اضطرت الدولة البطلمية إلى تقليص دور كتائب المستوطنين المقدونيين في السنوات التي تلت ذلك.
يرى بعض المعلقين التوراتيين أن هذه المعركة هي تلك المشار إليها في سفر دانيال 11:15، حيث تقول: «فَيَأْتِي مَلِكُ الشِّمَالِ وَيُقِيمُ مِتْرَسَةً وَيَأْخُذُ الْمَدِينَةَ الْحَصِينَةَ.»

## الخسائر
بناءً على معدلات خسارة الكتائب في معركتي مغنيسيا في 190 ق. م وبيدنا في 167 ق.م، فقد تكبدت الكتائب البطلمية البالغ عددها 25,000 خسائر تقدر ما بين 17,500-20,825 قتيل أو أسير.

## وصلات خارجية
- Translation of Zeno's Account of the Battle of Panium